# Fontána Vodná ruža
Vodná ruža je fontána v Ružinově, Bratislavě, která se nachází v místní části Pošeň.

## Popis
Fontána Vodná ruža se nachází na východní straně ulice Viliama Figuša-Bystrého při vyústění Ondrejovovy ulice.
Autoři fontány jsou akad. soch. Vladimír Farár a ing. arch. Ladislav Pinkavský.
Odhalená byla v roce 1972.
Uprostřed čtvercového bazénu s travertinovým obkladem je umístěna plastika z duralu, která se skládá ze soustavy růžic umístěných na vysokém pilíři. Lopatky růžic jsou roztáčeny dopadající vodou. Proto se fontána nazývá i Lopatková nebo Kinetická.